# بی‌حسی موضعی (فیلم)
بی‌حسی موضعی فیلمی به کارگردانی و نویسندگی حسین مهکام و تهیه‌کنندگی حبیب رضایی محصول سال ۱۳۹۷ است.

## خلاصه داستان
جلال که با خواهرش ماری زندگی می‌کند متوجه می‌شود که ماری بدون اطلاع او با مرد ثروتمندی به نام شاهرخ ازدواج کرده‌است. جلال در اعتراض به این موضوع وسایلش را جمع می‌کند و از خانه بیرون می‌زند تا به خانه دوستش بهمن برود. جلال در راه با راننده تاکسی عجیبی به نام ناصر آشنا می‌شود و با یکدیگر همراه می‌شوند. از سوی دیگر ماری که نگران جلال است تصمیم می‌گیرد همراه با شاهرخ به خانه بهمن برود…

## بازیگران
| بازیگر         | نقش   |
| -------------- | ----- |
| حبیب رضایی     | جلال  |
| باران کوثری    | ماری  |
| پارسا پیروزفر  | شاهرخ |
| حسن معجونی     | ناصر  |
| سهیل مستجابیان | بهمن  |
| مهدی صباغی     | کبابی |